# 托芬 (明尼蘇達州)
托芬（英語：Torfin）是位於美國明尼蘇達州羅索縣的一個非建制地區。

## 歷史
托芬的郵局於1907年成立，其後於1914年停運。此地得名自縣政府專員艾弗‧托芬（Iver Torfin）。

## 地理
托芬所處的海拔為高於海平面345米（即1132英呎），而該地所採用的時區為UTC-6，即北美中部時區（CST）。同時該地設有夏令時間，為UTC-6調快一小時，即UTC-5（CDT）。